# Jawoor(Big), Lingsugur
Jawoor(Big) là một làng thuộc tehsil Lingsugur, huyện Raichur, bang Karnataka, Ấn Độ.